# FSP Festival

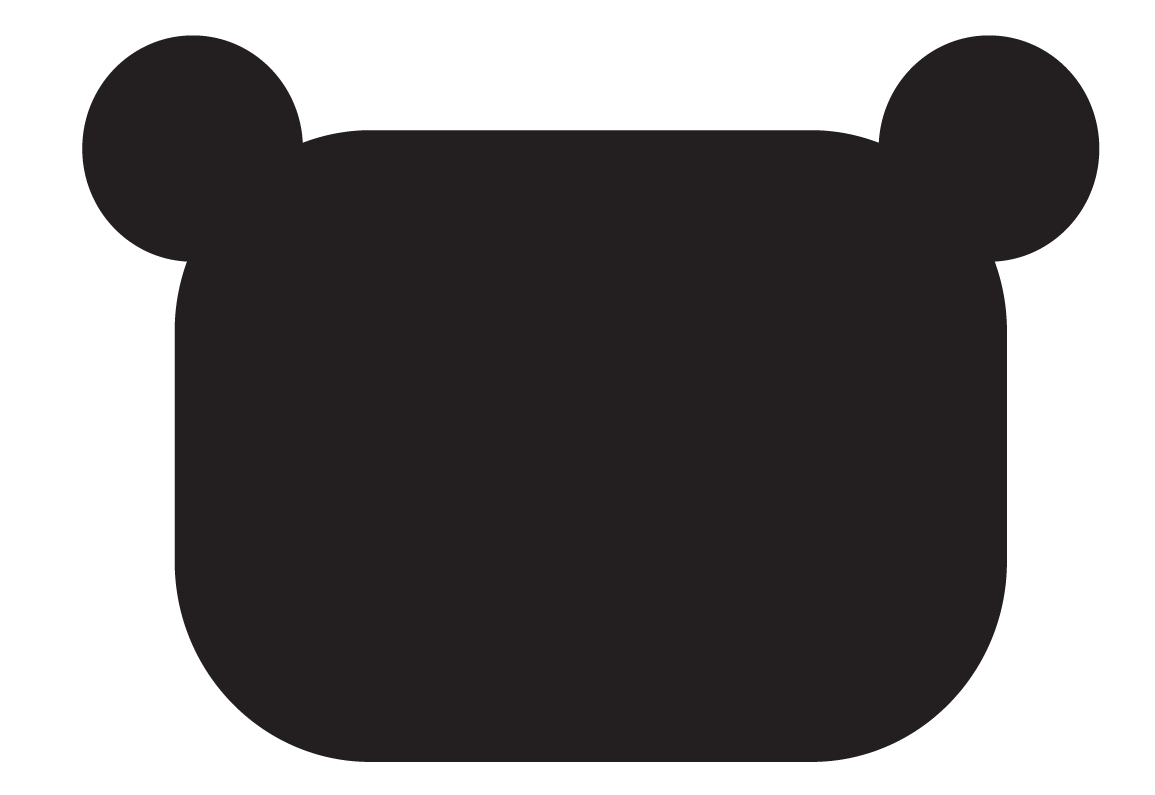
Festivalens logotyp.

Festival Freaky Summer Party är en återkommande tvådagarsfestival med musik, gatumat, konstinstallationer och underhållning i Minsk. Mer än 240 musiker från 20 länder har sjungit på festivalens scener.

## Historia
Festivalen började som en fest för vänner år 2008. Från 2009 till 2012 hölls FSP festivalen vid floden Isloch i stadsdelen Rakovski. 2013 bytte festivalen plats och sedan dess hålls den i Minsk. 